# Goran Parlov
Goran Parlov (Pola, 24 marzo 1967) è un fumettista croato.

## Carriera
Il suo debutto in Italia avviene sulle pagine di Ken Parker Magazine, disegnando un episodio della serie regolare ed una storia breve di Ken Parker scritti da Giancarlo Berardi. Nel 1993 viene arruolato nello staff di disegnatori di Nick Raider: la prima storia con i suoi disegni è Sangue sotto la neve, scritta da Claudio Nizzi e pubblicata nel mese di settembre sul numero 64. Nel luglio 1997 pubblica L'ultima frontiera, Albo Gigante di Tex (Texone) numero 11 sempre su testi di Claudio Nizzi. Subito dopo passa a lavorare per Magico Vento: il suo esordio sulla serie avviene con L'incubo in cornice, storia scritta da Gianfranco Manfredi, creatore del personaggio, e pubblicata nel maggio 1998 sul numero 11.
Sempre su testi di Gianfranco Manfredi disegna il numero 1 della miniserie Volto Nascosto, uscito nell'ottobre 2007 con il titolo I predoni del deserto.
Nel frattempo avvia anche una collaborazione con la Marvel comics, realizzando in particolare le matite di alcuni episodi di Vedova Nera (inchiostrati da Bill Sienkiewicz) e disegnando come disegnatore completo Barracuda, saga del Punitore scritta da Garth Ennis.